# XMind
XMind는 마인드맵, 브레인스토밍 소프트웨어로서, XMind Ltd.가 개발하였다. 관리 요소 외에도 이 소프트웨어는 아이디어를 포착하고 생각을 명료하게 만들며 복잡한 정보를 관리하고 더 높은 생산성을 위해 팀 협업을 제고시킨다. 2013년 4워 기준으로, XMind는 라이프해커(Lifehacker)에서 가장 대중적인 마인드 매핑 소프트웨어로 선정되었다.
마인드맵, 피시본 다이어그램, 트리 다이어그램, 조직도, 스프레드시트 등을 지원한다. 일반적으로 지식 관리, 회의 시간, 작업 관리, GTD를 위해 사용된다. 그러나 XMind는 FreeMind와 MindManager 파일을 읽을 수 있고 에버노트로 저장할 수 있다. XMind Pro/Zen의 경우 마인드맵을 마이크로소프트 워드, 파워포인트, 엑셀, PDF, FreeMind, Mindjet MindManager 문서로 내보낼 수 있다.

## 에디션
XMind는 정보를 시각화하고, 커뮤니케이션을 용이케 하며 프로젝트를 관리하기 위해 마인드맵을 만들 수 있다. 3가지 에디션이 있다:XMind Pro, XMind: Zen, XMind for iOS.

## 버전
| 제품/버전            | 출시일     | 라이선스        | 플랫폼                                | 언어 |
| -------------------- | ---------- | --------------- | ------------------------------------- | --- |
| XMIND 2007           | 2007-01-01 | 상용 소프트웨어 | 맥 OS X 및 윈도우                     | 중국어 (간체) |
| XMIND 2008 v2.3      | 2008-03-31 | 상용 소프트웨어 | 맥 OS X, 윈도우, 리눅스               | 영어, 독일어, 중국어 (간체), 중국어 (정체)                                                                       |
| XMind 2008 v3.0.3    | 2009-04-29 | EPL 및 LGPL     | 맥 OS X, 윈도우, 리눅스 32비트/64비트 | 영어, 독일어, 중국어 (간체), 중국어 (정체), 일본어                                                               |
| XMind 2008 v3.1.1    | 2009-12-04 | EPL 및 LGPL     | 맥 OS X, 윈도우, 리눅스 32비트/64비트 | 영어, 독일어, 중국어 (간체), 중국어 (정체), 일본어                                                               |
| XMind 2008 v3.2.1    | 2010-11-22 | EPL 및 LGPL     | 맥 OS X, 윈도우, 리눅스 32비트/64비트 | 영어, 독일어, 중국어 (간체), 중국어 (정체), 일본어, 프랑스어, 스페인어                                           |
| XMind 2012 SE v3.3.1 | 2012-12-25 | EPL 및 LGPL     | 맥 OS X, 윈도우, 리눅스 32비트/64비트 | 영어, 독일어, 중국어 (간체), 중국어 (정체), 일본어, 프랑스어, 스페인어, 한국어, 덴마크어, 슬로베니아어           |
| XMind 2013 SE v3.4.1 | 2014-01-25 | EPL 및 LGPL     | 맥 OS X, 윈도우, 리눅스 32비트/64비트 | 영어, 독일어, 중국어 (간체), 중국어 (정체), 일본어, 프랑스어, 스페인어, 한국어, 덴마크어, 슬로베니아어, 러시아어 |
| XMind 6 v3.5.0       | 2014-10-31 | EPL 및 LGPL     | 맥 OS X, 윈도우, 리눅스 32비트/64비트 | 영어, 독일어, 중국어 (간체), 중국어 (정체), 일본어, 프랑스어, 스페인어, 한국어, 덴마크어, 슬로베니아어, 러시아어 |
| XMind 7 v3.6.0       | 2015-11-09 | EPL 및 LGPL     | 맥 OS X, 윈도우, 리눅스 32비트/64비트 | 영어, 독일어, 중국어 (간체), 중국어 (정체), 일본어, 프랑스어, 스페인어, 한국어, 덴마크어, 슬로베니아어, 러시아어 |
| XMind 7 v3.6.1       | 2016-01-06 | EPL 및 LGPL     | 맥 OS X, 윈도우, 리눅스 32비트/64비트 | 영어, 독일어, 중국어 (간체), 중국어 (정체), 일본어, 프랑스어, 스페인어, 한국어, 덴마크어, 슬로베니아어, 러시아어 |
| XMind 7.5 v3.6.51    | 2016-06-29 | EPL 및 LGPL     | 맥 OS X, 윈도우, 리눅스 32비트/64비트 | 영어, 독일어, 중국어 (간체), 중국어 (정체), 일본어, 프랑스어, 스페인어, 한국어, 덴마크어, 슬로베니아어, 러시아어 |
| XMind 8 v3.7.0       | 2016-11-02 | EPL 및 LGPL     | 맥 OS X, 윈도우, 리눅스 32비트/64비트 | 영어, 독일어, 프랑스어, 스페인어, 덴마크어, 한국어, 일본어, 중국어(간체), 중국어(정체)                           |
| XMind 8 v3.7.2       | 2017-05-04 | EPL 및 LGPL     | 맥 OS X, 윈도우, 리눅스 32비트/64비트 | 영어, 독일어, 프랑스어, 스페인어, 덴마크어, 한국어, 일본어, 중국어(간체), 중국어(정체)                           |

## 같이 보기
- 마인드맵
- 브레인스토밍
- 피시본 다이어그램